# Dean Dixon
Charles Dean Dixon (Harlem, New York, 10 gennaio 1915 – Zurigo, 3 novembre 1976) è stato un direttore d'orchestra statunitense.

## Carriera
Dixon nacque nel quartiere di Manhattan ad Harlem, nella parte alta di Manhattan, New York, da genitori che in precedenza erano emigrati dai Caraibi. Studiò direzione d'orchestra con Albert Stoessel alla Juilliard School e alla Columbia University. Quando i primi tentativi di lavoro come direttore d'orchestra furono soffocati a causa del pregiudizio razziale (era afro-americano), nel 1931 formò la sua orchestra e la sua società corale. Nel 1941 condusse la NBC Symphony Orchestra e la New York Philharmonic durante la sua stagione estiva. In seguito, diresse la Philadelphia Orchestra e l'Orchestra Sinfonica di Boston. Nel 1948 vinse il Ditson Conductor's Award.
Nel 1949, lasciò gli Stati Uniti per l'Orchestra filarmonica d'Israele, che diresse durante le stagioni 1950 e 1951. È stato direttore principale dell'Orchestra Sinfonica di Göteborg in Svezia dal 1953 al 1960, della Sydney Symphony Orchestra in Australia dal 1964 al 1967 e della hr-Sinfonieorchester di Francoforte dal 1961 al 1974. Durante la sua permanenza in Europa, Dixon diresse come ospite la WDR Sinfonieorchester di Colonia e la Symphonieorchester des Bayerischen Rundfunks di Monaco. Realizzò anche diverse registrazioni con la Orchestra Sinfonica di Praga per Bärenreiter, tra cui opere di Beethoven, Brahms, Haydn, Mendelssohn e Weber. Per la Westminster Records negli anni '50, le sue registrazioni comprendevano sinfonie e musiche di scena per la Rosamunde di Schubert, i poemi sinfonici di Liszt (a Londra) e sinfonie di Schumann (a Vienna). Dean Dixon presentò le opere di molti compositori americani, come William Grant Still, al pubblico europeo.
Durante i Giochi Olimpici del 1968, Dixon diresse la Mexican National Symphony Orchestra.
Dixon tornò negli Stati Uniti per impegni come direttore ospite con la New York Philharmonic, l'Orchestra Sinfonica di Chicago, la Philadelphia Orchestra, la Orchestra Sinfonica di Detroit, la Orchestra Sinfonica di Milwaukee, l'Orchestra Sinfonica di Pittsburgh, la Saint Louis Symphony e la San Francisco Symphony negli anni '70. Lavorò anche come direttore della Brooklyn Philharmonic, dove diventò famoso per i concerti dei suoi figli. Ha anche diretto la maggior parte delle principali orchestre sinfoniche in Africa, Israele e Sud America.
Dixon è stato premiato dall'American Society of Composers, Authors and Publishers (ASCAP) con l'Award of Merit per l'incoraggiamento alla partecipazione della gioventù americana alla musica. Nel 1948, Dixon è stato insignito del premio Ditson Conductor's Award per un servizio distinto alla musica americana.
Dixon morì a Zurigo, in Svizzera, nel 1976. Aveva 61 anni.
Una volta egli definì le tre fasi della sua carriera con le descrizioni che gli sono state date: inizialmente era stato chiamato "il direttore americano nero Dean Dixon"; quando iniziò ad avere offerte di lavoro fu "il direttore americano Dean Dixon"; e dopo essere stato pienamente accettato, fu chiamato semplicemente "il direttore Dean Dixon".

## Vita privata
Dixon è stato sposato tre volte. La sua prima moglie fu Vivian Rivkin nel 1948, che si concluse con un divorzio. Il suo secondo matrimonio fu con Mary Mandelin che si concluse anch'esso con il divorzio. Il suo ultimo matrimonio fu con Ritha Blume nel 1973. Ebbe una figlia, Diane, con la Rivkin. Nell'edizione del 28 gennaio 1954 di Jet, fu annunciato che lui e la Rivkin avevano divorziato e che stava per sposare la contessa finlandese e commediografa Mary Mandelin. La coppia si incontrò nel 1951 con una presentazione mentre Dixon dirigeva un concerto per la Croce Rossa in Finlandia. Di conseguenza si sviluppò una storia d'amore. Avendo appena avuto un incidente automobilistico di recente che aveva visto la contessa soffrire per lievi ferite e dopo essere guarita in una decina di giorni, annunciarono i loro piani di nozze. Dixon e Mandelin si sposarono il 28 gennaio 1954. Il 28 luglio di quell'anno nacque la loro figlia Nina. Alla fine degli anni '60 Dixon tentò due volte di stabilire un contatto e ristabilire una relazione con Diane, la figlia del suo primo matrimonio, ma non ci riuscì.